# Profarmaco
Il profarmaco è una molecola biologicamente inattiva che, una volta introdotta nell'organismo, subisce delle trasformazioni chimiche, in genere per opera di enzimi, che la attivano.
Il profarmaco è quindi un precursore del principio attivo.

L-dopa

Esso viene ottenuto modificando la molecola del principio attivo, per migliorarne alcune caratteristiche ad esempio di trasporto, di assorbimento e di diffusione nell'organismo.
I profarmaci si dividono in due categorie:
- Carrier prodrug: dove il farmaco è legato a una molecola che ha la funzione di trasporto.
- Bioprecursore: la molecola funge da substrato a enzimi, dando il farmaco attivo.

## Uso dei profarmaci nella terapia genica
Un'interessante applicazione nell'utilizzo di profarmaci è nell'ambito della terapia genica volta alla distruzione di cellule tumorali. Sono state trasdotte in vivo cellule tumorali con un gene della timidina chinasi dell'herpes simplex e con un gene di una citochina. Le cellule sono state poi trattate con ganciclovir, che è un profarmaco attivo solo se fosforilato. Le cellule che producono citochine attivano la risposta immunitaria, agendo anche a distanza sulle metastasi; quelle che producono timidina chinasi attivano il profarmaco, che inibisce la DNA-polimerasi arrestando la sintesi del DNA e provocando la morte della cellula tumorale. La potenzialità del trattamento con il ganciclovir risiede nella sua capacità di passare attraverso cellule limitrofe a quella trattata, provocandone la morte. L'evento appena descritto prende il nome di "effetto spettatore".
A oggi l'uso del ganciclovir per questo scopo ha permesso la riduzione in modo efficace del numero di cellule tumorali proliferanti, per ora solo a livello di esperimenti preclinici.

## Esempi
- La levodopa (L-dopa) è un precursore metabolico della dopamina, questa però non riesce a essere assorbita dall'organismo, la L-dopa invece viene assorbita e trasformata in dopamina all'interno dell'organismo da una decarbossilasi.
- Il cloralio idrato viene trasformato all'interno dell'organismo in tricloroetanolo.
- Il medazepam è una benzodiazepina inattiva che, una volta somministrata, agisce come le altre benzodiazepine e più a lungo perché è metabolizzata a diazepam.
- L'eroina è ridotta in 6-monoacetilmorfina, forma attiva, e a sua volta quest'ultima ridotta a morfina.
- La bacampicillina è un precursore di tipo Carrier prodrug del principio attivo  ampicillina, essa viene assorbita al 98-99%, ha un ridotto numero di somministrazioni e ha ridotti gli effetti tossici.